# Zweden op de Olympische Winterspelen 1948
Tijdens de Olympische Winterspelen van 1948, die in Sankt Moritz (Zwitserland) werden gehouden, nam Zweden voor de vijfde keer deel.

## Medailleoverzicht
| Sport              | Olympiër                                                  | Discipline            | Medaille |
| ------------------ | --------------------------------------------------------- | --------------------- | -------- |
| Langlaufen         | Nils Karlsson                                             | 50 km (m)             | Goud     |
| Langlaufen         | Martin Lundström                                          | 18 km (m)             | Goud     |
| Langlaufen         | Nils Östensson Nils Täpp Gunnar Eriksson Martin Lundström | 4x10 km estafette (m) | Goud     |
| Schaatsen          | Åke Seyffarth                                             | 10.000 m (m)          | Goud     |
| Langlaufen         | Harald Eriksson                                           | 50 km (m)             | Zilver   |
| Langlaufen         | Nils Östensson                                            | 18 km (m)             | Zilver   |
| Schaatsen          | Åke Seyffarth                                             | 1500 m (m)            | Zilver   |
| Langlaufen         | Gunnar Eriksson                                           | 18 km (m)             | Brons    |
| Noordse combinatie | Sven Israelsson                                           | mannen                | Brons    |
| Schaatsen          | Göthe Hedlund                                             | 5000 m (m)            | Brons    |

## Deelnemers en resultaten

### Alpineskiën
| Olympiër       | Discipline     | Resultaat | Prestatie                                                                       |
| -------------- | -------------- | --------- | ------------------------------------------------------------------------------- |
| Olle Dalman    | afdaling (m)   | 41e       | 3.23,2 (+28,2)                                                                  |
| Olle Dalman    | slalom (m)     | 5e        | 2.13,6 (+3,3) 1.10,4+1.03,2                                                     |
| Olle Dalman    | combinatie (m) | dnf       | opgave afdaling: 3.23,2 slalom: opgave                                          |
| Hans Hansson   | afdaling (m)   | 10e       | 3.05,0 (+10,0)                                                                  |
| Hans Hansson   | slalom (m)     | 11e       | 2.18,3 (+8,0) 1.11,1+1.07,2                                                     |
| Hans Hansson   | combinatie (m) | 6e        | 9,31 punten (+6,04) afdaling: 5,52 p (3.05,0) slalom: 3,79 p (1.13,5+1.10,0)    |
| Sixten Isberg  | afdaling (m)   | 30e       | 3.15,0 (+20,0)                                                                  |
| Sixten Isberg  | slalom (m)     | 10e       | 2.17,2 (+6,9) 1.10,7+1.06,5                                                     |
| Åke Nilsson    | afdaling (m)   | 38e       | 3.22,2 (+27,2)                                                                  |
| Åke Nilsson    | slalom (m)     | dnf       | opgave                                                                          |
| Åke Nilsson    | combinatie (m) | 19e       | 19,43 punten (+16,16) afdaling: 15,11 p (3.22,2) slalom: 4,32 p (1.15,3+1.09,4) |
| Stig Sollander | afdaling (m)   | 40e       | 3.23,1 (+28,1)                                                                  |
| Stig Sollander | combinatie (m) | dnf       | opgave afdaling: 3.23,1 slalom: opgave                                          |
| May Nilsson    | afdaling (v)   | 18e       | 2.39,1 (+10,8)                                                                  |
| May Nilsson    | slalom (v)     | 10e       | 2.09,7 (+12,5) 1.12,2+57,5                                                      |
| May Nilsson    | combinatie (v) | 15e       | 13,03 punten (+6,45) afdaling: 6,78 p (2.39,1) slalom: 6,25 p (1.05,3+1.05,3)   |

### Langlaufen
| Olympiër                                                  | Discipline        | Resultaat | Prestatie                                        |
| --------------------------------------------------------- | ----------------- | --------- | ------------------------------------------------ |
| Martin Lundström                                          | 18 km (m)         | Goud      | 1:13.50                                          |
| Nils Östensson                                            | 18 km (m)         | Zilver    | 1:14.22 (+0.32)                                  |
| Gunnar Eriksson                                           | 18 km (m)         | Brons     | 1:16.06 (+2.16)                                  |
| Sven Israelsson                                           | 18 km (m)         | 16e       | 1:21.44 (+7.54)                                  |
| Erik Elmsäter                                             | 18 km (m)         | 19e       | 1:22.12 (+8.22)                                  |
| Clas Haraldsson                                           | 18 km (m)         | 33e       | 1:24.21 (+10.31)                                 |
| Nils Karlsson                                             | 18 km (m)         | 5e        | 1:16.54 (+3.04)                                  |
| Nils Karlsson                                             | 50 km (m)         | Goud      | 3:47.48                                          |
| Harald Eriksson                                           | 50 km (m)         | Zilver    | 3:52.20 (+4.32)                                  |
| Anders Törnqvist                                          | 50 km (m)         | 5e        | 3:58.20 (+10.32)                                 |
| Arthur Herrdin                                            | 50 km (m)         | dnf       | opgave                                           |
| Nils Östensson Nils Täpp Gunnar Eriksson Martin Lundström | 4x10 km estafette | Goud      | 2:32.08 (+44.20) (36.16 / 37.14 / 38.27 / 40.11) |

### Noordse combinatie
| Olympiër        | Discipline | Resultaat | Prestatie                                                              |
| --------------- | ---------- | --------- | ---------------------------------------------------------------------- |
| Sven Israelsson | mannen     | Brons     | 433,40 punten 18 km: 211,50 (1:21.44) schans: 221,9 (67,5+66,0+67,0 m) |
| Erik Elmsäter   | mannen     | 9e        | 410,95 punten 18 km: 208,95 (1:22.12) schans: 202,0 (56,0+61,5+58,0 m) |
| Clas Haraldsson | mannen     | 10e       | 410,75 punten 18 km: 197,35 (1:24.21) schans: 213,4 (63,5+66,0+66,0 m) |

### Schaatsen
| Olympiër         | Discipline   | Resultaat | Prestatie         |
| ---------------- | ------------ | --------- | ----------------- |
| Mats Bolmstedt   | 500 m (m)    | 10e       | 43,7 (+0,6)       |
| Mats Bolmstedt   | 1500 m (m)   | 17e       | 2.22,8 (+5,2)     |
| Rune Hammarström | 5000 m (m)   | 16e       | 8.53,8 (+24,4)    |
| Rune Hammarström | 10.000 m (m) | 9e        | 18.39,6 (+1.13,3) |
| Göthe Hedlund    | 500 m (m)    | 20e       | 45,6 (+2,5)       |
| Göthe Hedlund    | 1500 m (m)   | 8e        | 2.20,7 (+3,1)     |
| Göthe Hedlund    | 5000 m (m)   | Brons     | 8.34,8 (+5,4)     |
| Göthe Hedlund    | 10.000 m (m) | dnf       | opgave            |
| Halle Janemar    | 500 m (m)    | 11e       | 44,0 (+0,9)       |
| Harry Jansson    | 1500 m (m)   | 5e        | 2.20,0 (+2,4)     |
| Harry Jansson    | 5000 m (m)   | 4e        | 8.34,9 (+5,5)     |
| Harry Jansson    | 10.000 m (m) | 8e        | 18.08,0 (+41,7)   |
| Åke Seyffarth    | 500 m (m)    | 11e       | 44,0 (+0,9)       |
| Åke Seyffarth    | 1500 m (m)   | Zilver    | 2.18,1 (+0,5)     |
| Åke Seyffarth    | 5000 m (m)   | 7e        | 8.37,9 (+8,5)     |
| Åke Seyffarth    | 10.000 m (m) | Goud      | 17.26,3           |

### Schansspringen
| Olympiër        | Discipline | Resultaat | Prestatie                  |
| --------------- | ---------- | --------- | -------------------------- |
| Evert Karlsson  | mannen     | 11e       | 212,2 punten (65,5+68,0 m) |
| Vilhelm Hellman | mannen     | 14e       | 208,1 punten (57,5+65,0 m) |
| Nils Lundh      | mannen     | 40e       | 152,7 punten (61,5+66,0 m) |
| Erik Lindström  | mannen     | dnf       | opgave                     |

### IJshockey
| Olympiër | Discipline | Resultaat | Prestatie |
| --- | ---------- | --------- | --- |
| Stig Andersson Åke Andersson Stig Carlsson Åke Ericson Rolf Eriksson-Hemlin Svante Granlund Arne Johansson Rune Johansson Gunnar Landelius Klaes Lindström Lars Ljungman Holger Nurmela Bror Pettersson Rolf Pettersson Kurt Svanberg Sven Thunman | mannen     | 4e        | toernooi: 1 - 3 Zweden - Canada 3 - 6 Zweden - Tsjecho-Slowakije 7 - 1 Zweden - Oostenrijk 2 - 5 Zweden - Verenigde Staten 2 - 8 Zweden - Zwitserland 4 - 3 Zweden - Groot-Brittannië 23 - 0 Zweden - Italië 13 - 2 Zweden - Polen |

Argentinië · België · Bulgarije · Canada · Chili · Denemarken · Finland · Frankrijk · Griekenland · Groot-Brittannië · Hongarije · IJsland · Italië · Joegoslavië · Libanon · Liechtenstein · Nederland · Noorwegen · Oostenrijk · Polen · Roemenië · Spanje · Tsjecho-Slowakije · Turkije · Verenigde Staten · Zuid-Korea · Zweden · Zwitserland